# ネットという無数の声雄が割拠する世界から、最新最強の武器バイノーラルマイクを駆使し、ファンのみんなに癒しと感動を与える声優を、とにかく!全力を尽くして熱く応援するラジオ
『ネットという無数の声雄が割拠する世界から、最新最強の武器バイノーラルマイクを駆使し、ファンのみんなに癒しと感動を与える声優を、とにかく！全力を尽くして熱く応援するラジオ』（ネットというむすうのせいゆうがかっきょするせかいから さいしんさいきょうのぶきバイノーラルマイクをくしし ファンのみんなにいやしとかんどうをあたえるせいゆうを とにかくぜんりょくをつくしてあつくおうえんするラジオ）は、2017年10月13日から2021年3月26日まで音泉にて、2021年4月9日からはYouTubeにて配信されているインターネットラジオ番組である。構成作家を歌手のAyumi.が務めている。通称「NTRじ」。

## 配信日
- YouTube
  - 不定期配信

第0回から第85回までは毎月第2・第4金曜日の月2回更新、第86回から第93回までは毎月第4金曜日の月1回更新であった

## 概要
バイノーラルマイクを使い、ファンに癒やしや感動を与えている声優を応援していくラジオ番組。主にネット上や音声作品界隈などで活動している人物を中心に毎回ゲストとしても登場する。バーチャルYouTuberのゲスト回も配信された。
2018年、第4回アニラジアワードの「BEST CREATIVE RADIO 企画ラジオ賞」にノミネートされた。
M3が開催される時期を慣例として過去回配信データをまとめたラジオDVDのリリースも順次行われている。本編音源データの他に特別回として呼ばれるゲストには過去に出演したゲストから呼ばれる事が多く、ゲストをもじった特別番組が名付けられる。
第75回(2020年11月27日配信)からYouTubeでの配信を開始、第83回(2021年3月26日配信)をもって音泉での配信を終了し第84回(2021年4月9日配信)よりYouTube単独配信となった。

### Vtuberプロジェクト
2019年夏頃にかけて、番組2周年を記念した企画の一つとして「番組発バイノーラルVtuber」のオーディションも行われ、2019年10月よりあいすらぼ所属の新人Vtuber「灰宮けい」のTwitter、YouTubeチャンネルが開設された。
番組開始3周年となる2020年10月13日には、灰宮けいのYouTubeアカウントから行われた1周年お祝い配信が行われ、配信最後の告知にてNTRじ新プロジェクト始動が発表された。同配信の終了時刻は深夜だったこともあるが関連ワードがTwitterトレンド入りする程の反響が起きている。
2021年3月に前述のNTRじ新プロジェクトの全貌を公開。NTRじ所属のVtuber灰宮けい、せいかみち、ヘル様、奏星イト、なぃとめあの五人からなるASMRユニット「@すりぃぷもんすたー」の結成を発表、3月26日から27日にかけてYouTubeにてメンバー全員が複数リレー形式で配信する「あすもん爆誕だもん～24時間ASMR祭り！～」が開催された。
2021年11月23日、9月下旬より事実上活動休止状態だった灰宮けいが12月11日をもって活動を終了することが@すりぃぷもんすたー公式Twitterアカウント並びに灰宮けいのTwitterアカウントより報告され、予告日当日深夜0時より@すりぃぷもんすたーメンバー全員参加の灰宮けいの卒業LIVE配信が開催された。この配信をもって灰宮けいは約2年間の活動を終了した。

## パーソナリティ
- 杏花
- かの仔

- 初代　銀河大総統アシャミ=シャマ(CV:浅見ゆい)

天の声、大総統として浅見ゆいも出演。およそ1年半キャラクターボイスを担当し第39回配信をもって卒業した。
- 二代目　大総統シャワノ(CV:沢野ぽぷら)

配信第40回から二代目大総統として沢野ぽぷらが出演。
- 大総統のキャラクターデザインはいずれも大山チロルが担当している。

特殊回
- 第42回(2019年7月12日配信)はパーソナリティーのかの仔が欠席となったため、杏花一人での進行となっている。(パーソナリティーが一人となるのは初。)
- 第60回(2020年4月10日配信)は新型コロナウイルス対策として密接場面を防ぐため、パーソナリティが杏花一人となっている。
- 第61回(2020年4月24日配信)から第67回(2020年7月24日配信)まで、上記同様新型コロナウイルス対策のため杏花がスタジオ及び在宅録音、かの仔が在宅録音のリモート収録を行っていた。
- 第75回(2020年11月27日配信)は杏花をゲストとしたため、灰宮けいが代理でパーソナリティを務めた。

## コーナー
かの仔の部屋 →かの仔の知らない世界 →カッ仔におまかせ！
ゲストを呼んでトークするコーナー。
癒され庵
杏花、かの仔、ゲストが日常のなんでもない単語をバイノーラルマイクを使って読み上げ、癒しを提供するコーナー。
大総統の仰せのままに…
大総統から出題される「無理難題」への対処法をリスナーから募集するコーナー。無理難題のお題もリスナーから募集している。
大人の！耳福トレーニング！
日常のある音から「なんの音？」かを推理して当てるコーナー。
新説！バイノーラルの掟！
リスナーから募集したバイノーラルの掟に従って、アドリブで即席音声作品を演じていくコーナー。
3年Z組シャワノ先生
大総統シャワノが学校の先生に扮し、生徒に扮したパーソナリティの二人が授業風に出題されたクイズに回答するコーナー。
そのほか、普通のお便りも募集している。

### 終了したコーナー
NTR推奨委員会
番組、バイノーラルマイクを広めるためにどうすればいいか、「これをやったら、ファンが増える！」という情報を募集するコーナー。

## 配信回・ゲスト
| 配信回 | 配信日         | ゲスト             | 備考                                                             |
| ------ | -------------- | ------------------ | ---------------------------------------------------------------- |
| 第0回  | 2017年10月13日 | かの仔             | ゲストをかの仔としてのプレ配信                                   |
| 第1回  | 2017年10月20日 | 柚木朱莉           | ラジオDVD Vol.6特典にも出演                                      |
| 第2回  | 2017年11月10日 | 藍月なくる         |                                                                  |
| 第3回  | 2017年11月24日 | 伊ヶ崎綾香         |                                                                  |
| 第4回  | 2017年12月8日  | 藍沢夏癒           | ラジオDVD Vol.1特典にも出演                                      |
| 第5回  | 2017年12月22日 | 大山チロル         |                                                                  |
| 第6回  | 2018年1月12日  | 山田じぇみ子       |                                                                  |
| 第7回  | 2018年1月26日  | 陽向葵ゅか         |                                                                  |
| 第8回  | 2018年2月9日   | 紅月ことね         |                                                                  |
| 第9回  | 2018年2月23日  | 一之瀬りと         |                                                                  |
| 第10回 | 2018年3月9日   | 秋野かえで         |                                                                  |
| 第11回 | 2018年3月23日  | 浅見ゆい           | ラジオDVD Vol.2特典にも出演                                      |
| 第12回 | 2018年4月13日  | 天知遥             |                                                                  |
| 第13回 | 2018年4月27日  | 結崎有理           |                                                                  |
| 第14回 | 2018年5月11日  | みもりあいの       |                                                                  |
| 第15回 | 2018年5月25日  | 柚萌 利香          |                                                                  |
| 第16回 | 2018年6月7日   | 柚萌 利香          |                                                                  |
| 第17回 | 2018年6月22日  | 分倍河原シホ       | ラジオDVD Vol.3特典にも出演                                      |
| 第18回 | 2018年7月13日  | 和鳴るせ           |                                                                  |
| 第19回 | 2018年7月27日  | 逢坂成美           |                                                                  |
| 第20回 | 2018年8月10日  | 結姫うさぎ         | ラジオDVD Vol.4特典にも出演                                      |
| 第21回 | 2018年8月24日  | 浅木式             |                                                                  |
| 第22回 | 2018年9月14日  | 秋野かえで         |                                                                  |
| 第23回 | 2018年9月28日  | 浅見ゆい           |                                                                  |
| 第24回 | 2018年10月12日 | 誠樹ふぁん         |                                                                  |
| 第25回 | 2018年10月26日 | 棗いつき           |                                                                  |
| 第26回 | 2018年11月9日  | 西浦のどか         |                                                                  |
| 第27回 | 2018年11月23日 | 柚木桃香           | ラジオDVD Vol.6特典にも出演                                      |
| 第28回 | 2018年12月14日 | 歩サラ             |                                                                  |
| 第29回 | 2018年12月28日 | 藤堂れんげ         | ラジオDVD Vol.5特典にも出演                                      |
| 第30回 | 2019年1月11日  | 犬塚いちご         |                                                                  |
| 第31回 | 2019年1月25日  | 小山ハル           |                                                                  |
| 第32回 | 2019年2月8日   | 柚木つばめ         | ラジオDVD Vol.6特典にも出演                                      |
| 第33回 | 2019年2月22日  | みやぢ             |                                                                  |
| 第34回 | 2019年3月8日   | このえゆずこ       |                                                                  |
| 第35回 | 2019年3月22日  | 竹中望             |                                                                  |
| 第36回 | 2019年4月12日  | 宮坂雪             |                                                                  |
| 第37回 | 2019年4月26日  | 藍沢夏癒           |                                                                  |
| 第38回 | 2019年5月10日  | 秋山はるる         |                                                                  |
| 第39回 | 2019年5月24日  | そよかぜアメ       | 初のバーチャルYouTuberゲスト回となった                           |
| 第40回 | 2019年6月14日  | 森野めぐむ         |                                                                  |
| 第41回 | 2019年6月28日  | 御崎ひより         |                                                                  |
| 第42回 | 2019年7月12日  | 遠藤茉愛           |                                                                  |
| 第43回 | 2019年7月26日  | 藤村莉央           |                                                                  |
| 第44回 | 2019年8月9日   | 御上みみ           |                                                                  |
| 第45回 | 2019年8月23日  | 山田じぇみ子       |                                                                  |
| 第46回 | 2019年9月13日  | 篠守ゆきこ         |                                                                  |
| 第47回 | 2019年9月27日  | 水谷六花、灰宮けい | NTRじ規格のVtuber初出演回                                        |
| 第48回 | 2019年10月11日 | 月宮怜             |                                                                  |
| 第49回 | 2019年10月25日 | ニャルぽむぽむ     |                                                                  |
| 第50回 | 2019年11月15日 | 砂糖しお           |                                                                  |
| 第51回 | 2019年11月29日 | 野上菜月           | ラジオDVD Vol.9特典にも出演                                      |
| 第52回 | 2019年12月13日 | 涼花みなせ         |                                                                  |
| 第53回 | 2019年12月27日 | 灰宮けい           |                                                                  |
| 第54回 | 2020年1月10日  | 君野りるる         |                                                                  |
| 第55回 | 2020年1月31日  | まどろみもあ       |                                                                  |
| 第56回 | 2020年2月14日  | 愛枝今日子         |                                                                  |
| 第57回 | 2020年2月28日  | 浅瀬ゆうぎ         |                                                                  |
| 第58回 | 2020年3月13日  | しょこら           |                                                                  |
| 第59回 | 2020年3月27日  | 箱河ノア           |                                                                  |
| 第60回 | 2020年4月10日  | ちゆ               |                                                                  |
| 第61回 | 2020年4月24日  | 不在               | 杏花、かの仔二人のみでの配信は第0回以来2度目                     |
| 第62回 | 2020年5月15日  | 沢野ぽぷら         |                                                                  |
| 第63回 | 2020年5月29日  | 灰宮けい           |                                                                  |
| 第64回 | 2020年6月12日  | 小鈴ももか         |                                                                  |
| 第65回 | 2020年6月26日  | 綿雪               |                                                                  |
| 第66回 | 2020年7月10日  | 不在               | 杏花、かの仔二人のみでの配信は第61回以来3度目                    |
| 第67回 | 2020年7月24日  | 眠音りま           |                                                                  |
| 第68回 | 2020年8月14日  | 水野七海           |                                                                  |
| 第69回 | 2020年8月28日  | 七凪るとろ         |                                                                  |
| 第70回 | 2020年9月11日  | 輝月さくら         |                                                                  |
| 第71回 | 2020年9月25日  | 乙倉ゅい           |                                                                  |
| 第72回 | 2020年10月9日  | 真宮ひいろ         |                                                                  |
| 第73回 | 2020年10月23日 | 灰宮けい           |                                                                  |
| 第74回 | 2020年11月13日 | かなせ             |                                                                  |
| 第75回 | 2020年11月27日 | 杏花               |                                                                  |
| 第76回 | 2020年12月11日 | 餅梨あむ           |                                                                  |
| 第77回 | 2020年12月25日 | ヘル様             |                                                                  |
| 第78回 | 2021年1月15日  | 不在               | 杏花、かの仔二人のみでの配信は第66回以来4度目                    |
| 第79回 | 2021年1月29日  | 羊娘めめ           |                                                                  |
| 第80回 | 2021年2月12日  | がぶりえる         |                                                                  |
| 第81回 | 2021年2月26日  | 灰宮けい 奏星イト  |                                                                  |
| 第82回 | 2021年3月12日  | 来夢ふらん         |                                                                  |
| 第83回 | 2021年3月26日  | 不在               | 杏花、かの仔二人のみでの配信は第78回以来5度目 音泉での配信最終回 |
| 第84回 | 2021年4月9日   | さきゅばのえ       | YouTube完全移行初回配信                                          |
| 第85回 | 2021年4月23日  | せいかみち         |                                                                  |
| 第86回 | 2021年5月28日  | 天宮じゅじゅ       | 毎月1回更新移行初回配信                                          |
| 第87回 | 2021年6月25日  | 不在               | 杏花、かの仔二人のみでの配信は第83回以来6度目                    |
| 第88回 | 2021年7月30日  | 小花衣こっこ       |                                                                  |
| 第89回 | 2021年8月27日  | 灰宮けい           |                                                                  |
| 第90回 | 2021年9月24日  | 海音ミヅチ         |                                                                  |
| 第91回 | 2021年11月5日  | 綾音まこ 東シヅ    |                                                                  |
| 第92回 | 2021年11月26日 | 稲荷ルナ           |                                                                  |
| 第93回 | 2021年12月24日 | 沢野ぽぷら         |                                                                  |
| 第94回 | 2022年3月25日  | 山田じぇみ子       | 不定期更新移行初回配信                                           |

## ラジオDVDシリーズ
- Vol.01 第0回-第5回収録：特典回「藍沢夏癒のあい・ざ・わーるど!〜なちゅなちゅしてんじゃねーよ〜」
- Vol.02 第6回-第11回収録：特典回「〜おもてなし〜浅見ゆいさんと新コーナー決め!」
- Vol.03 第12回-第17回収録：特典回「日本の夏、分倍河原の夏〜怒涛の分倍ノーラル大連発!!〜」
- Vol.04 第18回-第23回収録：特典回「結姫うさぎのほろ酔い晩餐会〜姫、ニンジン食べられますか?〜」
- Vol.05 第24回-第29回収録：特典回「とうどうメモリアル〜伝説の桜の樹の下で〜」
- Vol.06 第30回-第35回収録：特典回「ドキッ! 柚木だらけのささやき大会〜ペロリもあるよ〜」
- Vol.07 第36回-第42回収録
- Vol.08 第43回-第49回収録
- Vol.09 第50回-第55回収録：特典回「おねえちゃんといっしょ〜ドキドキラブジェンガ部!」
- Vol.10 第56回-第61回収録
- Vol.11 第62回-第67回収録
- Vol.12 第68回-第74回収録